# Ming-Drache

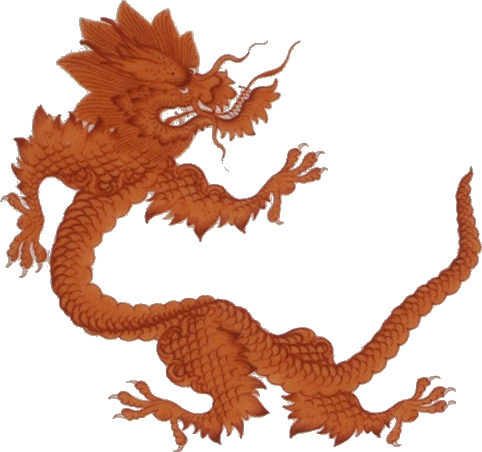
Motiv Ming-Drache

Ming-Drache wird ein beliebter Dekor auf Meissener Porzellan genannt. Er wird seit etwa 1910 nach chinesischen Motiven gestaltet, wobei der Drache unter anderem übernatürliche Weisheit, den Geist der Veränderung, aber auch den Rhythmus der Natur und die Lehre vom Werden symbolisiert. Das Drachen-Motiv steht für Sonne, Licht und die männliche Kraft des Yang. Der Bezug auf die Ming-Dynastie (1368–1644) besteht, weil damals auf chinesischen Porzellanen Bildnisse des Drachen verstärkt in Erscheinung traten. Das Meißener Motiv zeigt das charakteristische Fabeltier mit vier Zehen, welches ursprünglich den kaiserlichen Prinzen vorbehalten war. Der Ming-Drache wird mit einer sogenannten „Drachenkugel“ oder „Flammenden Perle“ gezeigt. Sie ist ein Sinnbild des grollenden Donners, aber ebenso des Mondes als Regenbringer. Flammenornamente verkörpern Glück, eine von Wolken umgebene Perle Wunscherfüllung und Glück. Der Dekor kommt in acht Farbvarianten vor: schwarz, hellblau, grün, purpur, rot, gelb, lila und braun. Besonders bekannt ist der Ming-Drache in Rot, das die Chinesen als die glücklichste aller Farben preisen.

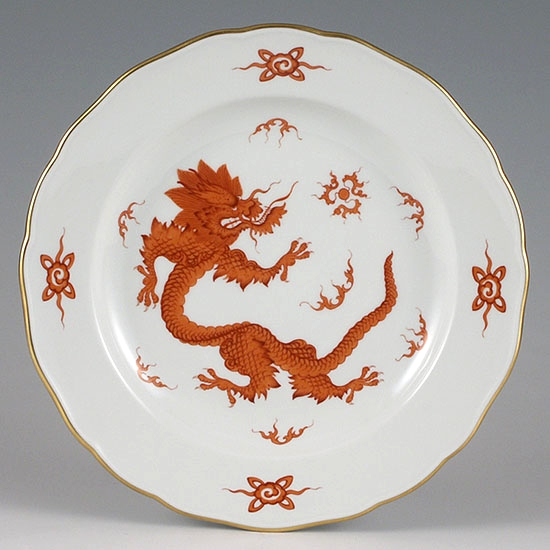
Roter Ming-Drache
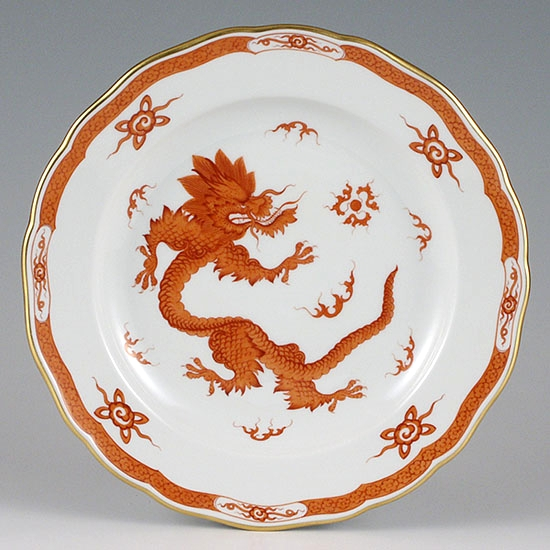
Roter Ming-Drache mit Kante
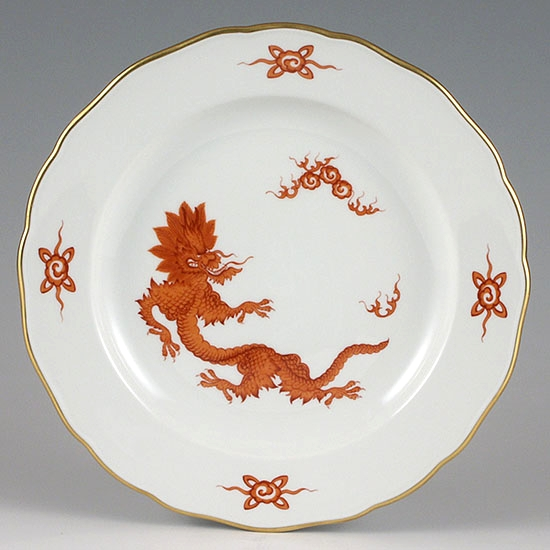
Roter Ming-Drache, leicht
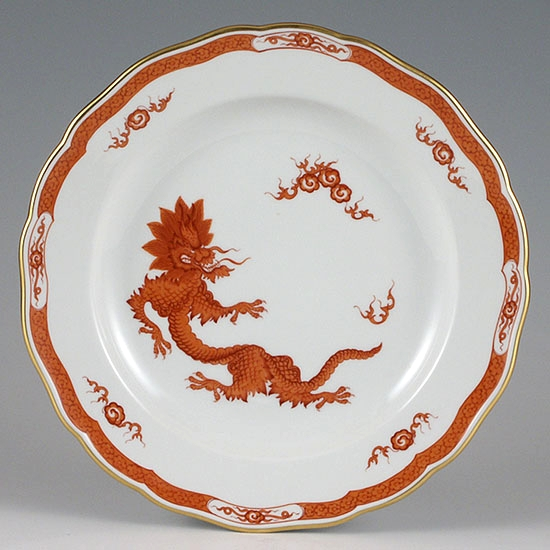
Roter Ming-Drache, leicht, mit Kante